# Haspelschiedt
Haspelschiedt (Duits:Haspelscheidt) is een gemeente in het Franse departement Moselle (regio Grand Est) en telt 263 inwoners (1999). De plaats maakt deel uit van het arrondissement Sarreguemines. 

Het ligt in het regionaal park Noord Vogezen.

## Geografie
De oppervlakte van Haspelschiedt bedraagt 25,3 km², de bevolkingsdichtheid is 10,4 inwoners per km².
De onderstaande kaart toont de ligging van Haspelschiedt met de belangrijkste infrastructuur en aangrenzende gemeenten.

## Demografie
Onderstaande figuur toont het verloop van het inwonertal (bron: INSEE-tellingen).